# Безим'янний
Безим'я́нний (рос. Безымянный) — селище у складі Кваркенського району Оренбурзької області, Росія.

## Населення
Населення — 28 осіб (2010; 118 у 2002).
Національний склад (станом на 2002 рік):
- росіяни — 74 %